# Béhine
La Béhine (ou la Begume) est une petite rivière du Haut-Rhin qui arrose Le Bonhomme et Lapoutroie, puis rejoint la Weiss près de Hachimette. Elle a une longueur de 13 km et prend sa source à 967 m au col du Louschbach. 
Elle a longtemps alimenté une dizaine d'usines au début du XXe siècle. 

## Étymologie
Son nom vient du celtique petit et gun, torrent.

## Toponymie
- Beschbach, 1444 (Source : Archives Départementales du Haut-Rhin).